# La Colombe (Gounod)
Pour les articles homonymes, voir Colombe (homonymie) et La Colombe.
Personnages
- Sylvie, une comtesse riche (soprano)
- Horace, pauvre, amoureux de Sylvie (ténor)
- Mazet, valet de chambre d'Horace (soprano)
- Maître Jean, majordome de la comtesse (basse)

La Colombe est un opéra-comique en deux actes de Charles Gounod, sur un livret en français de Jules Barbier et Michel Carré, d'après le conte Le Faucon de Jean de La Fontaine, lui-même d'après une nouvelle du Décaméron (jour V, nouvelle 9) de Boccace.
Il est créé dans une version en un acte le 3 août 1860 au Théâtre municipal de Baden-Baden, où ont été données quatre représentations. L'œuvre a été montée par l'Opéra-Comique le 7 juin 1866 à la Salle Favart dans une version en deux actes contenant des pages supplémentaires écrites par Gounod.

## Historique
L'opéra précédent de Gounod, Philémon et Baucis, également sur un texte de Barbier et Carré, et basé sur une histoire de La Fontaine, avait initialement été commandée pour la saison estivale de 1859 par Édouard Bénazet, le directeur du théâtre et du casino de Baden-Baden. Lorsque la situation politique entre la France et l'Allemagne s'est détériorée en juin, l'opéra de Gounod a été retiré préventivement pour éviter une potentielle réaction négative du public allemand, et il a fini par être créée sous une forme élargie en février 1860 par Léon Carvalho au Théâtre-Lyrique à Paris.
Pour compenser Bénazet pour cette perte, Gounod a rapidement composé La Colombe au cours d'une période de deux semaines pour l'été suivant (la partition est dédiée à Bénazet). Bien que la version originale, en un acte, ait reçu une ovation à Baden-Baden, il n'a pas été particulièrement bien reçu dans sa version élargie pour la reprise en 1866 à l'Opéra-Comique, recevant un total de seulement 29 représentations.
Il a été présenté à Bruxelles le 5 décembre 1867, à Stockholm en Suède le 11 février 1868, au Crystal Palace à Londres le 20 septembre 1870 (dans une traduction anglaise par HB Farnie), à Copenhague, au Danemark le 27 avril 1873 et à Prague en tchèque le 22 septembre 1873. Il a été présenté à Bologne en Italie et à nouveau à Paris en français en 1912. Serge Diaghilev l'a monté le 1er janvier 1923 à Monte-Carlo, avec des récitatifs composés par le jeune Francis Poulenc, âgé de vingt-quatre ans, qui a remplacé les dialogues parlés.
L'opéra inclut un rôle de travesti, le valet de chambre, Mazet. Maître Jean a un air de basse («Le grand art de la cuisine») sur les gloires passées de la cuisine qui est encore donné dans les récitals.

## Distribution des créations
| Rôles                                 | Voix    | Création, le 3 août 1860 Chef d'orchestre : - | Création, le 7 juin 1866 Chef d'orchestre : - |
| ------------------------------------- | ------- | --------------------------------------------- | --------------------------------------------- |
| Sylvie, une comtesse riche            | soprano | Caroline Miolan-Carvalho                      | Alexandrine Cico                              |
| Horace, pauvre, amoureux de Sylvie    | ténor   | Gustave-Hippolyte Roger                       | Victor Capoul                                 |
| Mazet, valet de chambre d'Horace      | soprano | Amélie Faivre                                 | Caroline Girard                               |
| Maître Jean, majordome de la comtesse | basse   | Mathieu-Émile Balanqué                        | Charles-Amable Bataille                       |

## Argument

### Acte 1

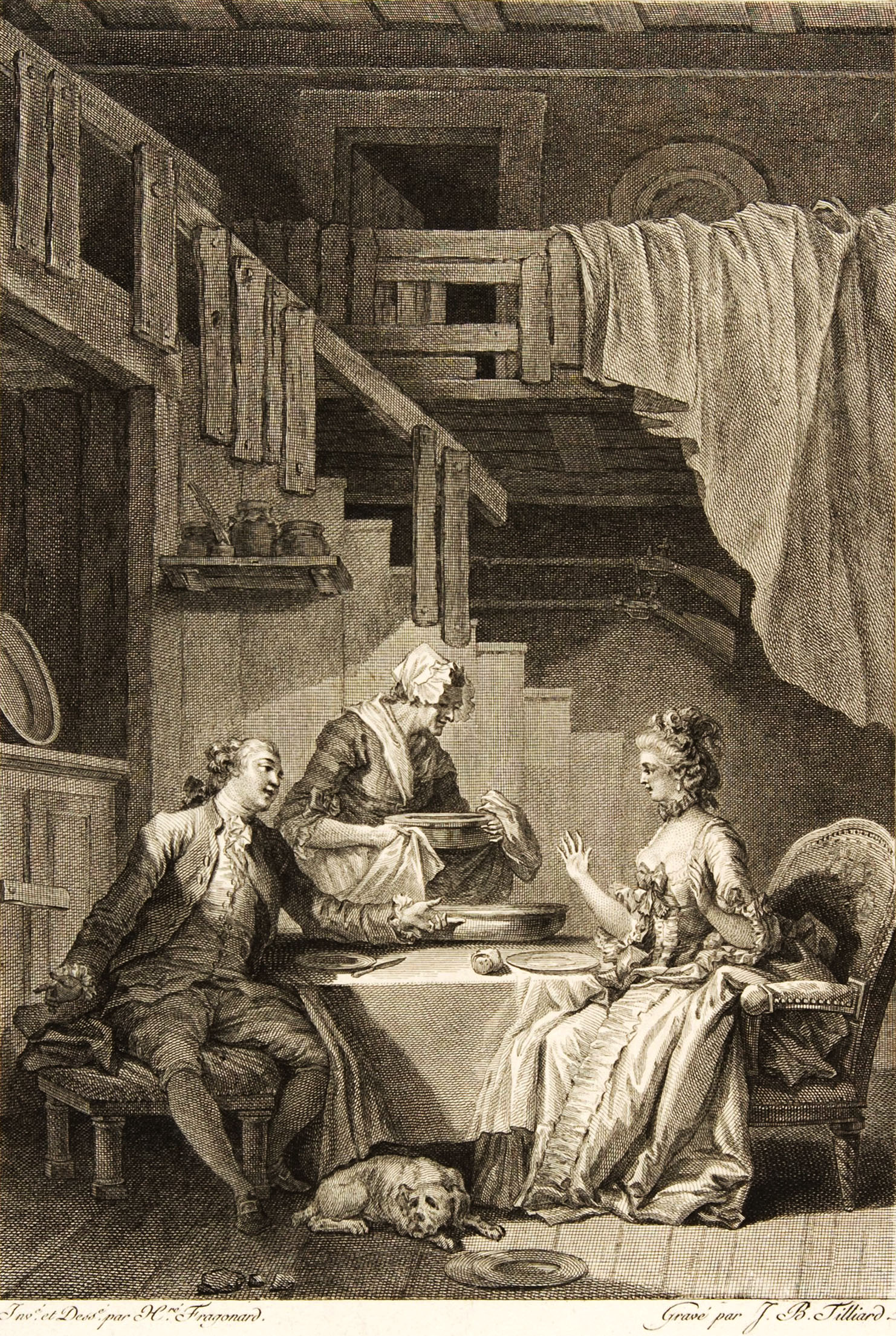
Le Faucon. Gravure de Jean-Baptiste Tilliard, d'après Jean-Honoré Fragonard. Le conte de La Fontaine a été la source principale du livret de La Colombe

Mazet, serviteur d'Horace, jeune seigneur florentin qui a perdu sa fortune, chante des couplets à la gloire de la colombe de son maître (romance : « Apaisez blanche colombe »). Maître Jean, maître d'hôtel de la comtesse Sylvie, arrive dans le but d'acheter l'oiseau pour elle, car elle est jalouse de sa rivale Aminte, qui séduit ses amants grâce à un perroquet savant. Mazet explique que la colombe ne peut pas être utilisée comme une messagère, mais qu'il va essayer de convaincre son maître de la vendre. En dépit de la pauvreté dans laquelle il vit – et à la surprise de Maître Jean – Horace ne veut pas abandonner son animal préféré (romance et trio : « qu'il garde son argent »). Maître Jean apprend cependant qu'Horace est amoureux de Sylvie et s'empresse de lui rapporter le fait. Il suggère que Sylvie tente d'acheter la colombe elle-même ; elle hésite. Elle accepte finalement l'idée de Maître Jean. Une fois seule, Sylvie exprime sa confiance dans la puissance de l'amour qui amènera Horace à lui laisser l'oiseau (air : « Je veux interroger ce jeune homme »). Le fait de recevoir Sylvie plonge Horace dans le plus grand bonheur. Elle annonce qu'elle restera pour le dîner (quatuor : « O douce joie »).

### Acte 2 (mêmes acteurs)
Maître Jean s'est porté volontaire pour préparer le repas et chante l'art culinaire (air : « Le grand art de cuisine »). Mazet revient du marché les mains vides, parce que les fournisseurs refusent de faire crédit à Horace. Après une longue discussion avec Maître Jean, sur la meilleure façon de servir différents plats, qui restent tous évidemment impossibles à préparer dans de telles circonstances, Horace et Mazet mettent la table et décident de tuer la colombe pour le repas (duo : « Il faut d'abord dresser la table »). En attendant, Sylvie est envahie de tendres pensées pour Horace (romance : « Que de rêves charmants »). Ils s'asseyent pour dîner et, comme Sylvie est sur le point de demander la colombe, Horace lui révèle que la colombe a été tuée par Mazet, qui apparaît avec un oiseau rôti, mais c'est pour rassurer tout le monde. Ce n'est pas la colombe qui figure sur le plat, mais le perroquet d'Amynte qui s'était échappé un peu plus tôt. Sylvie est ravie d'apprendre que la colombe d'Horace est encore en vie, car elle sera toujours là pour lui rappeler son amour.

## Source
- (en) Cet article est partiellement ou en totalité issu de l’article de Wikipédia en anglais intitulé « La colombe » (voir la liste des auteurs).